# Otto Prutscher

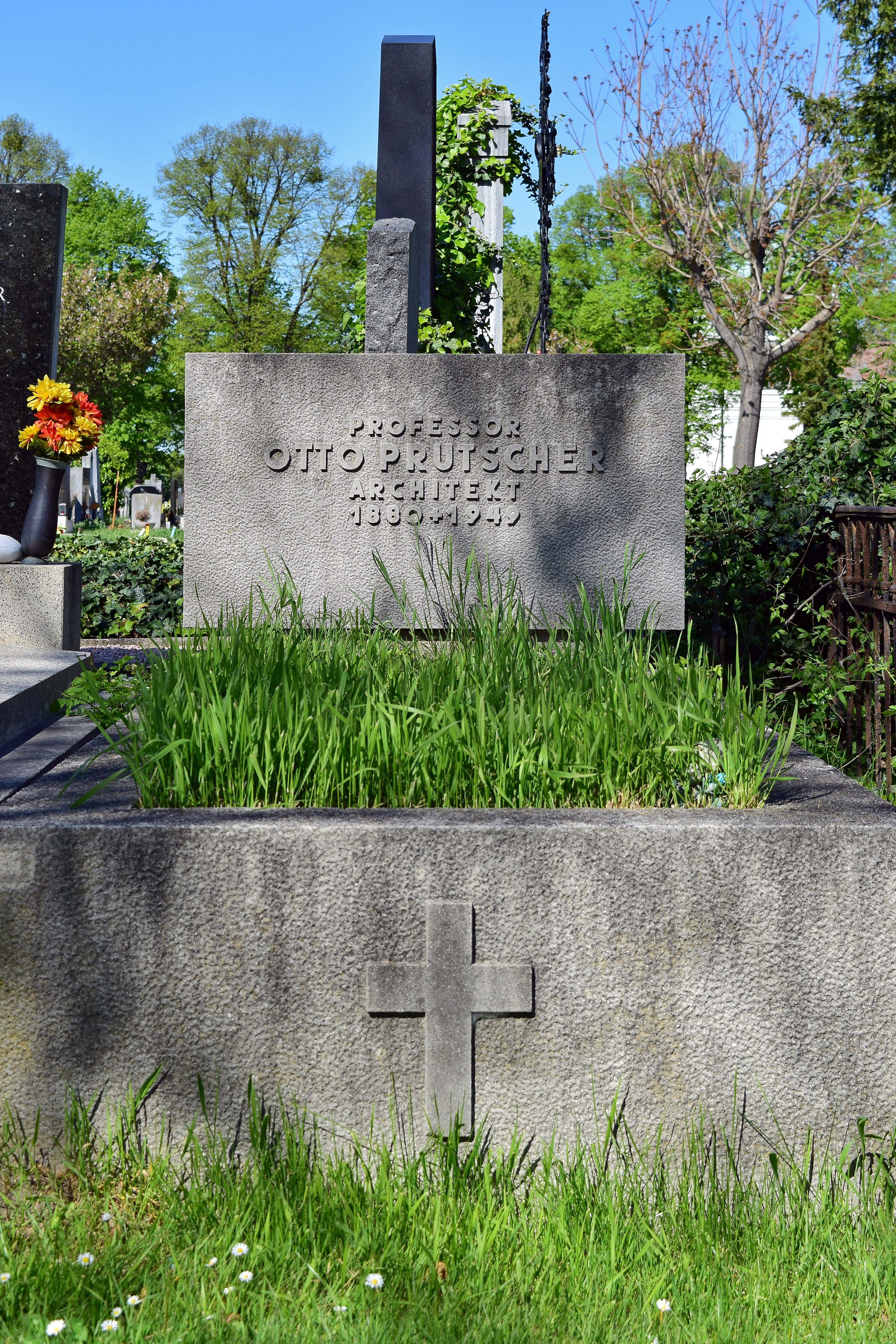
Tumba perteneciente a Otto Prutscher, ubicada en el Cementerio Central de Viena.

Otto Prutscher (Viena, 7 de abril de 1880-Viena, 15 de febrero de 1949) fue un arquitecto y diseñador austríaco.

## Biografía
Hijo de un ebanista tradicional vienés, en 1897 ingresó en la Escuela de Artes y Oficios de Viena, donde coincidió, entre otros, con Josef Hoffmann. Sus diseños, influidos principalmente por los de Hoffmann y el estilo secesionista vigente en aquella época, llamaron la atención de la sociedad, siendo algunos de ellos publicados en revistas especializadas a partir de 1900. 
Tras finalizar sus estudios en 1901, colaboró con Erwin Puchinger en una serie de espacios interiores en París y Londres. En 1909 fue contratado para impartir clases en la Escuela de Artes y Oficios de Viena, donde permanecería, aunque de forma interrumpida, hasta 1946.
En los años previos a la Primera Guerra Mundial diseñó numerosas casas e interiores en diferentes localizaciones de Austria, además de edificios e interiores para tiendas y cafeterías en Viena.
En cuanto a su estilo, sus primeros diseños estaban influenciados por la filosofía del Jugendstil. Desde 1908, sus proyectos incorporaron elementos típicos de la arquitectura clásica. Luego del conflicto bélico, adquiere elementos del expresionismo y de la nueva objetividad sobre una base historicista.
Prutscher desarrolló una amplia gama de productos para muchas empresas y agrupaciones, entre las que se encontraba la Wiener Werkstätte. Diseñó muebles, joyas, cerámica, textiles o artículos de cuero, entre otras cosas.